# Xema sabini
Il gabbiano di Sabine (Xema sabini Sabine, 1819) è un uccello della famiglia dei Laridi.

## Sistematica
Xema sabini ha quattro sottospecie:
- X. sabini palaearctica
- X. sabini sabini
- X. sabini tschuktschorum
- X. sabini woznesenskii

## Distribuzione e habitat
La specie nidifica alle Spitsbergen, nella penisola del Tajmyr, nel delta del Lena fino alla penisola dei Ciukci, in Alaska, Canada e Groenlandia. Sverna sulle coste Pacifiche del Sudamerica e sulle coste Atlantiche africane.

## Galleria d'immagini

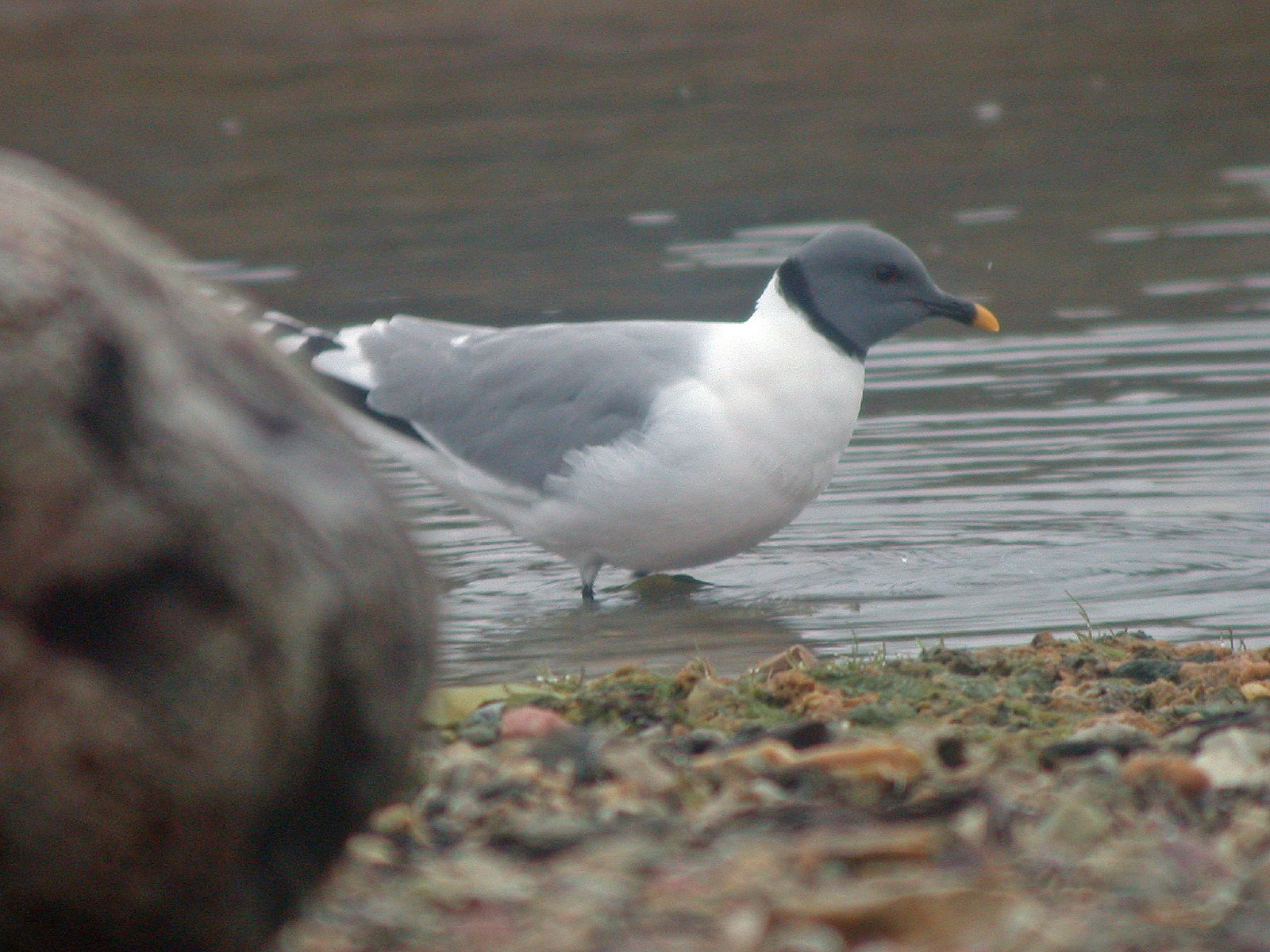
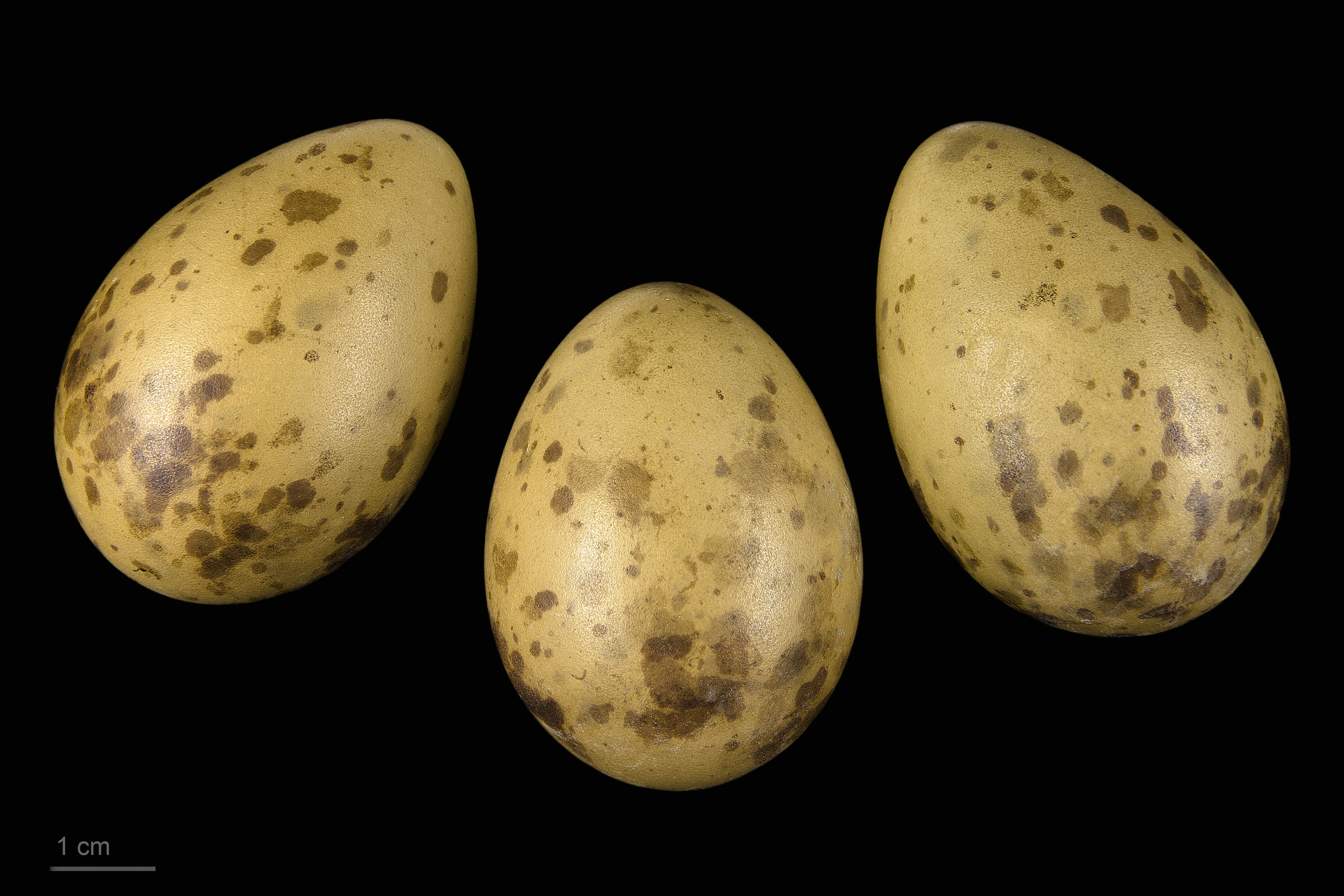
Museum specimen